# بيت مرفق (أرحب)

تعديل مصدري - تعديل

بيت مرفق هي إحدى قرى عزلة بني على بمديرية أرحب التابعة لمحافظة صنعاء، بلغ تعداد سكانها 48 نسمة حسب تعداد اليمن لعام 2004.